# Danger Ahead
Pour plus de détails, voir Fiche technique et Distribution.
Danger Ahead est un film d'aventure américain de 1940 réalisé par Ralph Staub et écrit par Edward Halperin. Il est adapté du roman Renfrew's Long Trail de 1933 de Laurie York Erskine. Le film met en vedette James Newill, Dorothea Kent, Guy Usher et Al Shaw. Le film sort le 22 janvier 1940, produit par Monogram Pictures.

## Fiche technique
- Réalisation : Ralph Staub
- Scénario : Edward Halperin
- Production : Monogram Pictures
- Durée : 60 minutes
- Date de sortie :
  - États-Unis : 22 janvier 1940

## Distribution
- James Newill
- Dorothea Kent
- Guy Usher
- Al Shaw